# Сезон ФК «Ворскла» (Полтава) 2014—2015
Сезон ФК «Ворскла» (Полтава) 2014—2015 - 19-й за ліком сезон полтавського футбольного клубу Ворскла у вищій лізі українського футболу і перший коли тренером працював Сачко. «Ворскла» брала участь у Прем'єр-ліги та кубку України.

## Змагання

### Прем'єр-ліга

#### Турнірна таблиця
| М | Команда      | І  | В  | Н  | П  | РМ    | О     |
| - | ------------ | -- | -- | -- | -- | ----- | ----- |
|   | «Дніпро»     | 26 | 16 | 6  | 4  | 47−17 | 54    |
| 4 | «Зоря»       | 26 | 13 | 6  | 7  | 40−31 | 45[а] |
| 5 | «Ворскла»    | 26 | 11 | 9  | 6  | 35−22 | 42    |
| 6 | «Металіст»   | 25 | 8  | 11 | 6  | 34−32 | 35    |
| 7 | «Металург» З | 26 | 6  | 8  | 12 | 20−40 | 26    |

а «Зоря» була позбавлена трьох очок за невиконання рішення КДК ФФУ від 18.02.2015 року.

#### Матчі
| 1-й тур 27.07.2014 | «Динамо» (Київ)                              | 1:0  | «Ворскла» (Полтава) | Київ                                                             |  |
| 19:00 EET (UTC+3)  | Безус 10' Макаренко 51' Кравець 58' Віда 65' | Звіт | Даллку 65'          | Стадіон: НСК «Олімпійський» Глядачі: 18 630 Суддя: Ярослав Козик |  |

| 2-й тур 01.08.2014 | «Ворскла» (Полтава)                                          | 1:2  | «Шахтар» (Донецьк)                                                                                  | Полтава                                                                        |  |
| 19:00 EET (UTC+3)  | Громов 28' Бараннік 31' Маркоський 67' Турсунов 90+2' Даллку | Звіт | Фернандо 11' Кучер 48' Гладкий 80' Степаненко 82' Дуглас Коста 90+2' Срна 90+2' Каніболоцький 90+4' | Стадіон: «Ворскла» ім. О. Бутовського Глядачі: 8 300 Суддя: Костянтин Труханов |  |

| 3-й тур 08.08.2014 | «Говерла» (Ужгород)                                                      | 0:0  | «Ворскла» (Полтава) | Ужгород                                                   |  |
| 19:00 EET (UTC+3)  | Ягодінскіс 21' Тудосе 37' Люлька 67' Трухін 76' Райчевич 86' Каверін 90' | Звіт | Громов 65'          | Стадіон: «Авангард» Глядачі: 2 650 Суддя: Анатолій Абдула |  |

| 4-й тур 16.08.2014 | «Ворскла» (Полтава)                                              | 2:0  | «Металург» (Донецьк)                       | Полтава                                                                     |  |
| 19:30 EET (UTC+3)  | Пердута 25' Скляр 37' Янузі 57' Громов 87', 89' 90+2' Ткачук 90' | Звіт | Нельсон 27' 49' Чечер 50' 55' Макрідіс 87' | Стадіон: «Ворскла» ім. О. Бутовського Глядачі: 4 700 Суддя: Віталій Романов |  |

| 5-й тур 31.08.2014 | «Дніпро» (Дніпропетровськ)                              | 1:1  | «Ворскла» (Полтава)                             | Дніпропетровськ                                                |  |
| 19:30 EET (UTC+3)  | Калинич 49' (пен.) Бруну Гама 55' Шахов 57' Канкава 65' | Звіт | Бараннік 45+1' Чеснаков 58' Сапай 62' Богуш 81' | Стадіон: «Дніпро-Арена» Глядачі: 14 645 Суддя: Олександр Дердо |  |

| 6-й тур 14.09.2014 | «Ворскла» (Полтава)                                     | 2:0  | «Карпати» (Львів)                    | Полтава                                                                    |  |
| 19:30 EET (UTC+3)  | Даллку 64' Сапай 77' Дедечко 80' Ковпак 88' Янузі 90+3' | Звіт | Кожанов 23' Даушвілі 72' Балажиц 79' | Стадіон: «Ворскла» ім. О. Бутовського Глядачі: 7 000 Суддя: Дмитро Кутаков |  |

| 7-й тур 20.09.2014 | «Металург» (Запоріжжя)                 | 0:3  | «Ворскла» (Полтава)                     | Запоріжжя                                                        |  |
| 17:00 EET (UTC+3)  | Сержиньйо 12' Пашаєв 52' Лисицький 78' | Звіт | Янузі 10' Турсунов 54' 73' Ткачук 90+4' | Стадіон: «Славутич-Арена» Глядачі: 4 000 Суддя: Олександр Іванов |  |

| 8-й тур 03.10.2014 | «Волинь» (Луцьк)                                                  | 2:2  | «Ворскла» (Полтава)                 | Луцьк                                                  |  |
| 19:00 EET (UTC+3)  | Бабенко 40' Бікфалві 53' (пен.) Маріотто 85' (пен.) 86' Матей 88' | Звіт | Даллку 32' Турсунов 78' Дедечко 87' | Стадіон: «Авангард» Глядачі: 4 000 Суддя: Сергій Бойко |  |

| 9-й тур 18.10.2014 | «Ворскла» (Полтава)                  | 0:0  | «Металіст» (Харків)                                                         | Полтава                                                                    |  |
| 17:00 EET (UTC+3)  | Дедечко 34' Янузі 75' Турсунов 90+2' | Звіт | Юссуф 16' Краснопторов 65' Едмар 72' Вільягра 74' Торрес 81' Березовчук 90' | Стадіон: «Ворскла» ім. О. Бутовського Глядачі: 10 600 Суддя: Віктор Швецов |  |

| 10-й тур 01.11.2014 | «Ворскла» (Полтава)         | 0:0  | «Іллічівець» (Маріуполь)                                        | Полтава                                                                   |  |
| 17:00 EET (UTC+3)   | Маркоський 86' Даллку 90+4' | Звіт | Даценко 32' Оберемко 58' Чурілов 76' Тотовицький 88' Цюпа 90+4' | Стадіон: «Ворскла» ім. О. Бутовського Глядачі: 2 100 Суддя: Юрій Мосейчук |  |

| 11-й тур 08.11.2014 | «Чорноморець» (Одеса)                                    | 1:0  | «Ворскла» (Полтава) | Одеса                                                             |  |
| 19:30 EET (UTC+3)   | Аржанов 4' Фомін 15' Тейку 31' Кутас 82' Назаренко 90+3' | Звіт | Скляр 63' Дедечко   | Стадіон: «Чорноморець» Глядачі: 10 857 Суддя: Сергій Даньковський |  |